# Венера (програма)
Вижте пояснителната страница за други значения на Венера.
Венера е името на поредица от космически апарати, изстреляни от СССР в периода 1961 до 1984 с цел изследване на планетата Венера. За космическите апарати по програмата е характерно изстрелването им по двойки, с интервал от една или две седмици.
Осем сонди от програмата се приземяват успешно на планетата и събират информация от нейната повърхност (също и една сонда от програма Вега с подобна конструкция). В допълнение три апарата от програмата изпращат информация за атмосферата на Венера (както и две атмосферни сонди от програма Вега).
Успехите на мисията включват първия апарат, навлязъл в атмосферата на друга планета от Слънчевата система, първия апарат, осъществил меко кацане на повърхността на друга планета, първите снимки и механични измервания на повърхността, както и първите изследвания на релефа на друга планета с помощта на радар.

## Ранни конструкции
Венера 1 е изстреляна на 12 февруари 1961 г. След отдалечаването ѝ на 7,5 милиона км, връзката с нея е прекъсната. Преминала е на около 100 000 км от планетата. Венера 2 изстреляна на 12 ноември 1965 г., прелита на 27 февруари 1966 г. на 24 000 км от планетата. Апаратите Венера 3, 4, 5 и 6 имат сходна конструкция с тегло около един тон. Изстреляни са от ракетата носител Мълния. Състоят се от орбитален модул и спускаем модул, снабден с инструменти за извършване на атмосферни измервания. Въпреки че на спускаемия модул липсва устройство, позволяващо меко кацане, се допуска, че е възможно той да достигне до повърхността все още функциониращ. Малко преди навлизане в атмосферата на Венера спускаемият модул се отделя от орбиталния модул, като орбиталния модул изгаря в атмосферата на планетата. Спускаемият модул предава телеметрия към наземния контрол.

## Първи успехи
Венера 7 е първият апарат с конструкция, позволяваща достигане на повърхността на Венера и осъществяване на меко кацане. Част от повърхностните измервания са изгубени поради повреда в електрониката на спускаемия модул, но Венера 7 успява да предаде първите директни измервания на температурата и налягането. Както и в предишните 3 мисии, чрез помощта на наземен доплеров радар, използвайки радиосигналите на спускаемия модул, биват измерени високи стойности на ветровете в горните слоеве на атмосферата на Венера (около 100 m/s).
Венера 8 е оборудван с допълнителни инструменти, като гама-спектрометър. Орбиталният модул на Венера 7 и 8 е сходен с предишните конструкции и подобен на мисията Зонд 3.

## Усъвършенствани конструкции
Апаратите Венера 9, 10, 11, 12, 13 и 14 имат подобрена конструкция, включваща значително количество оборудване. Стартовото им тегло е около 5 тона. Изстреляни са с помощта на ракетата носител Протон. За разлика от предишните модели, при които орбиталният модул навлиза директно в атмосферата на Венера, за пръв път при мисиите Венера 9, 10, 15 и 16 е осъществено влизане в орбита около планетата. Орбиталният модул ретранслира сигналите на спускаемия модул към Земята.
Значителната температура и налягане на повърхността на Венера налагат използването на сферична конструкция на спускаемия модул, вътрешността на който е под значително по-ниско налягане и бива охлаждана. В горната част на модула се намира въздушната спирачка, приличаща на антена. Поради значителната плътност на атмосферата на Венера, въздушната спирачка е изключително ефективна, позволяваща на апарата да намали скоростта си до около 20 km/h непосредствено преди достигане на повърхността. В долната част е монтиран сферичен пръстен, конструиран с цел поглъщане на енергията при контакт с повърхността. За разлика от апарати изпратени към Марс и Луната, на спускаемия модул не са установени ракетни ускорители. Спускаемите модули функционират на повърхността от около 20 мин до 2 часа, значително по-кратко от аналогични мисии до Марс и Луната.
Спускаемият модул на Венера 15 и 16 е заменен с радар с цел изследване на релефа на планетата.
На спускаемите модули на Венера 9 – 14 са установени две камери. Получени са данни само от една от камерите на Венера 9 и 10, тъй като защитният капак на другата камера не се отваря. В случая с Венера 11 и 12 и двете камери не проработват. Проблемите са разрешени едва при Венера 13 и 14.
Мисията Вега с цел изследване на Венера и Халеевата комета през 1985 г. е подобна на предишните мисии, но за разлика от тях включва и атмосферна сонда, която предава данни в продължение на около два дни.

## Мисии по програма Венера
| Име          | Tип означение, сериен номер | № по COSPAR | Старт             | Цел на мисията                           | Пристигане на Венера | Резултат |
| ------------ | --------------------------- | ----------- | ----------------- | ---------------------------------------- | --- | --- |
| Спутник 7    | 1ВA, № 1                    | 1961-002A   | 4 февруари 1961   | Прелитане                                | Нeуспешен старт на 4-тата степен на ракетата носител, сондата остава в земна орбита, изгаря в атмосферата на 26 февруари 1961 г.                      | Нeуспешен старт на 4-тата степен на ракетата носител, сондата остава в земна орбита, изгаря в атмосферата на 26 февруари 1961 г. |
| Спутник 8    | 1ВA, № 2                    | 1961-003С   | 12 февруари 1961  | Извеждане на сондата в посока към Венера | Успешно извеждане, платформата остава в земна орбита, изгаря в атмосферата няколко дни по-късно.                                                      | Успешно извеждане, платформата остава в земна орбита, изгаря в атмосферата няколко дни по-късно. |
| Венера 1     | 1ВA, № 2                    | 1961-003A   | 12 февруари 1961  | Прелитане                                | 19 май 1961 | На 27 февруари по пътя за Венера се загубва връзката със сондата. Тя прелита край планетата на разстояние около 100 000 km. |
| Спутник-19   | 2MВ-1, № 1                  | 1962-040A   | 25 август 1962    | Влизане в атмосферата                    | Неуспех при задейставането на 4-тата степен на ракетата носител, остава в земна орбита и изгаря в атмосферата на 28 август 1962 г.                    | Неуспех при задейставането на 4-тата степен на ракетата носител, остава в земна орбита и изгаря в атмосферата на 28 август 1962 г. |
| Спутник-20   | 2MВ-1, № 3                  | 1962-043C   | 1 септември 1962  | Влизане в атмосферата                    | Неуспех при задейставането на 4-тата степен на ракетата носител, остава в земна орбита и изгаря в атмосферата на 6 септември 1962 г.                  | Неуспех при задейставането на 4-тата степен на ракетата носител, остава в земна орбита и изгаря в атмосферата на 6 септември 1962 г. |
| Спутник-21   | 2MВ-2, № 1                  | 1962-045A   | 12 септември 1962 | Прелитане                                | Неуспех при задействането на 3-тата степен на ракетата носител, остава в земна орбита и изгаря в атмосферата на 14 септември 1962 г.                  | Неуспех при задействането на 3-тата степен на ракетата носител, остава в земна орбита и изгаря в атмосферата на 14 септември 1962 г. |
| Космос 21    | 3MВ-1, № 1                  | 1963-044A   | 11 ноември 1963   | Прелитане                                | Неуспех при задейставането на 4-тата степен на ракетата носител, остава в земна орбита и изгаря в атмосферата на 16 ноември 1963 г.                   | Неуспех при задейставането на 4-тата степен на ракетата носител, остава в земна орбита и изгаря в атмосферата на 16 ноември 1963 г. |
| Венера 1964А | 3MВ-1, №. 2                 | –           | 19 февруари 1964  | Прелитане                                | Експлозия на третата степен на ракетата носител при старта, апарата е унищожен.                                                                       | Експлозия на третата степен на ракетата носител при старта, апарата е унищожен. |
| Космос 27    | 3MВ-1, № 3                  | 1964-014A   | 27 март 1964      | Прелитане                                | Неуспех при задейставането на 4-тата степен на ракетата носител, остава в земна орбита и изгаря в атмосферата на 28 март 1962 г.                      | Неуспех при задейставането на 4-тата степен на ракетата носител, остава в земна орбита и изгаря в атмосферата на 28 март 1962 г. |
| Зонд 1       | 3MВ-1, № 4                  | 1964-016D   | 2 април 1964      | Влизане в атмосферата                    | 19 юли 1964 | След неуспешен опит за корекция на маршрута на 14 май се загубва връзката със станцията. Корабът преминава на няколко млн. км от Венера |
| Венера 2     | 3MВ-4, № 4                  | 1965-091A   | 12 ноември 1965   | Прелитане                                | 27 февруари 1966 | Връзката със сондата се загубва преди прелитането около планетата. |
| Венера 3     | 3MВ-3, № 1                  | 1965-092A   | 16 ноември 1965   | Влизане в атмосферата                    | 1 март 1963 | Връзката със сондата се изгубва малко преди навлизането в атмосферата. Това е първият обект, създаден от човек, кацнал на друга планета. |
| Космос 96    | 3MВ-4, № 6                  | 1965-094A   | 23 ноември 1965   | Прелитане                                | Поради авария на третата степен сондата не успява да напусне орбитата си около Земята. Изгаря на 9 декември 1965 г. в плътните слоеве на атмосферата. | Поради авария на третата степен сондата не успява да напусне орбитата си около Земята. Изгаря на 9 декември 1965 г. в плътните слоеве на атмосферата.                                                                                         |
| Венера 4     | 4В-1, № 310                 | 1967-058A   | 12 юни 1967       | Влизане в атмосферата                    | 18 октомври 1967 | Влиза в атмосферата и предава данни, докато се спуска до височина 28 km от повърхността. |
| Космос 167   | 4В-1, № 311                 | 1967-063A   | 17 юни 1967       | Влизане в атмосферата                    | Неуспех при задейставането на 4-тата степен на ракетата носител, остава в земна орбита и изгаря в атмосферата на 25 юни 1967 г.                       | Неуспех при задейставането на 4-тата степен на ракетата носител, остава в земна орбита и изгаря в атмосферата на 25 юни 1967 г. |
| Венера 5     | 4В-1, № 330                 | 1969-001A   | 5 януари 1969     | Влизане в атмосферата                    | 16 май 1969 | Влиза в атмосферата и предава данни, докато се спуска до височина 26 km от повърхността. |
| Венера 6     | 4В-1, № 331                 | 1969-002A   | 10 януари 1969    | Влизане в атмосферата                    | 17 май 1969 | Влиза в атмосферата и предава данни, докато се спуска до височина 11 km от повърхността. |
| Венера 7     | 4В-1, № 630                 | 1970-060A   | 17 август 1970    | Кацане                                   | 15 декември 1970 | Първо кацане на друга планета. Предава данни от повърхността в продължение на 23 минути. |
| Космос 359   | 4В-1, № 631                 | 1970-065A   | 22 август 1970    | Кацане                                   | Неуспех при задейставането на 4-тата степен на ракетата носител, остава в земна орбита и изгаря в атмосферата на 6 ноември 1970 г.                    | Неуспех при задейставането на 4-тата степен на ракетата носител, остава в земна орбита и изгаря в атмосферата на 6 ноември 1970 г. |
| Венера 8     | 4В-1, № 670                 | 1972-021A   | 27 март 1972      | Кацане                                   | 22 юли 1972 | Успешно кацане на повърхността. Предава данни в продължение на 50 минути. |
| Космос 482   | 4В-1, № 671                 | 1972-023A   | 31 март 1972      | Кацане                                   | Неуспех при задейставането на 4-тата степен на ракетата носител, остава в земна орбита и изгаря в атмосферата на 5 май 1981 г.                        | Неуспех при задейставането на 4-тата степен на ракетата носител, остава в земна орбита и изгаря в атмосферата на 5 май 1981 г. |
| Венера 9     | 4В-1, № 660                 | 1975-050A   | 8 юни 1975        | Орбитален и кацащ апарат.                | 22 октомври 1975 | Орбиталния модул става първият изкуствен спътник на друга планета. Кацащият апарат предава данни от повърхността на Венера, включително и сниммки в продължение на 53 минути.                                                                 |
| Венера 10    | 4В-1, № 661                 | 1975-054A   | 14 юни 1975       | Орбитален и кацащ апарат.                | 25 октомври 1975 | Орбиталният модул става изкуствен спътник на планетата. Кацащият апарат предава данни от повърхността на Венера, включително и сниммки в продължение на 65 минути.                                                                            |
| Венера 11    | 4В-1, № 360                 | 1978-084A   | 9 септември 1978  | Прелитащ и кацащ апарат                  | 25 декември 1978 | Орбиталният модул след преминаването около планетата минава в хелиоцентрична орбита. Кацащият апарат предава данни от повърхността на Венера в продължение на 95 минути. Снимки не са предавани, тъй като камерата не се задейства.           |
| Венера 12    | 4В-1, № 361                 | 1978-086A   | 14 септември 1978 | Прелитащ и кацащ апарат                  | 21 декември 1978 | Орбиталният модул след преминаването около планетата минава в хелиоцентрична орбита. Кацащият апарат предава данни от повърхността на Венера в продължение на 110 минути.                                                                     |
| Венера 13    | 4В-1                        | 1981-106A   | 30 октомври 1981  | Прелитащ и кацащ апарат                  | 1 март 1982 | Кацащият апарат се приземява на Венера. Предава данни от повърхността в продължение на 127 минути, получени са първите цветни снимки от повърхността. Прелитащият модул след преминаването си около планетата остава в хелиоцентрична орбита. |
| Венера 14    | 4В-1                        | 1981-110A   | 4 ноември 1981    | прелитащ и кацащ апарат                  | 5 март 1982 | Кацащият апарат се приземява на Венера. Предава данни от повърхността в продължение на 57 минути, получени са и цветни снимки от повърхността. Прелитащият модул след преминаването си около планетата остава в хелиоцентрична орбита.        |
| Венера 15    | 4В-2                        | 1983-053A   | 2 юни 1983        | Спътник на Венера                        | 10 октомври 1983 | Достига и остава в орбита на Венера и в продължение на 8 месеца провежда радарно картиране на северното полукълбо на планетата до 30 градуса от Северния полюс (с разделителна способност от 1-2 км).                                         |
| Венера 16    | 4В-2                        | 1983-054A   | 7 юни 1983        | Спътник на Венера                        | 14 октомври 1983 | Достига и остава в орбита на Венера и картографира повърхността на планетата. Контактът със сондата продължава до 12 юли 1984 г. |